# スピン・ドクターズ
スピン・ドクターズ (Spin Doctors) は、アメリカ合衆国ニューヨーク出身のオルタナティヴ・ロックバンド。1990年代初頭にシングル「トゥー・プリンセス」(Two Princes)、「リトル・ミス・キャント・ビー・ロング」(Little Miss Can't Be Wrong) がヒットし、それぞれ全米シングルチャートで最高位7位と17位を記録した。
現在のメンバーは、クリス・バロン（Chris Barron、ボーカル）、エリック・シャンクマン（Eric Schenkman、ギター）、アーロン・コメス（Aaron Comess、ドラムス）、マーク・ホワイト（Mark White、ベース）。

## 略歴

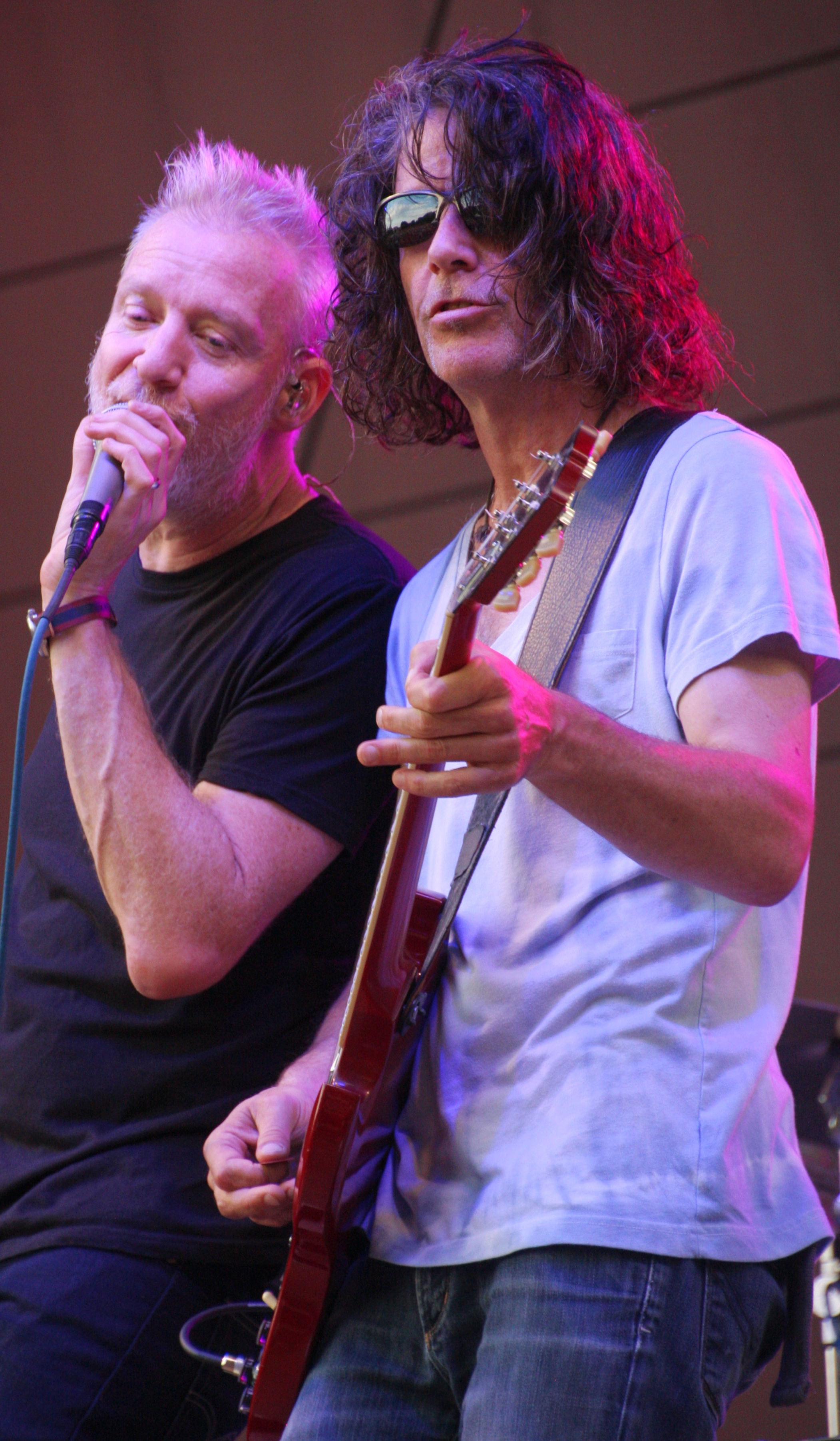
Barron、Schenkman（2017年）

スピン・ドクターズの歴史は1980年代後半のニューヨークでトラッキング・カンパニーと呼ばれるバンドに遡ることができ、そのバンドにはカナダ人ギタリストのエリック・シャンクマンとジョン・ポッパー、それからポッパーのプリンストン・ハイスクール時代の友人であるクリス・バロンが所属していた。ポッパーは自らのサイド・プロジェクトであるブルース・トラベラーに専念するため、バンドを脱退した。それに伴い、バンドをスピン・ドクターズに改名し、1989年春までにアーロン・ゴメスとマーク・ホワイトが加入してバンドのラインアップが固定した。
スピン・ドクターズは、A&Rのフランキー・ラロッカのもとで、エピック/ソニーと契約した。エピックからのデビューEP『Up for Grabs...Live』はマンハッタンのウエットランズ・プリザーヴで録音されたもので、1991年1月に発表された。スピン・ドクターズのライヴ・ショーは演奏時間が長いことで知られていた。また、彼らの友人であるブルース・トラベラーと二本立てギグをしばしば行った。
スピン・ドクターズのデビュー・スタジオ・アルバム『ポケット・フル・オブ・クリプトナイト』(Pocket Full of Kryptonite) は、1991年8月に発表された。アルバムは当初は商業的に成功しなかったが、広範囲にライヴ・ショーを行い続けて草の根のファンを獲得していった。1992年夏に行われた『H.O.R.D.E.フェスティバル』にバンドは参加し、ワイドスプレッド・パニックやブルース・トラベラー、フィッシュといったジャム・バンドと共演した。その夏、ラジオとMTVで「リトル・ミス・キャント・ビー・ロング」(Little Miss Can't Be Wrong) と「トゥー・プリンセス」(Two Princes) がかけられ始め、商業的な人気が加熱した。アルバムは1992年9月にゴールドティスクとなり、1992年10月にバンドが『サタデー・ナイト・ライブ』に出演したこともあってさらに売上が伸びていった。追加で、シングル「ホワット・タイム・イズ・イット」(What Time Is It) と「ハウ・クド・ユー・ウォント・ヒム(ホエン・ユー・ノウ・クッド・ハヴ・ミー?)」(How Could You Want Him (When You Know You Could Have Me?))、「ジミー・オールセンズ・ブルース」(Jimmy Olsen's Blues) が発表された。1993年6月には、アルバムはトリプル・プラチナを獲得し、アメリカ国内だけで500万枚の売上を記録した。全米アルバムチャートでは、最高3位を記録した。
ローリング・ストーン誌は1993年1月7日号で、バンドの人気について「普遍的なロックンロールの良さ」であると評している。さらに、「ドクターズは新しい道を切り開こうとしていない。彼らは、ストーンズやカーティス・メイフィールドなどがこの方法では落ち込んだことを知っている。」と続けている。スピン・ドクターズは、テレビ番組『セサミストリート』に出演し、共同利用の重要性を強調した歌詞に修正したバージョンで「トゥー・プリンセス」を演奏した。1993年に、映画『フィラデルフィア』サウンドトラックのためにクリーデンス・クリアウォーター・リバイバルのカバー「雨を見たかい」(Have You Ever Seen the Rain?) を提供し、トリビュート・アルバム『紫のけむり（ジミ・ヘンドリックス・トリビュート）』のために「スパニッシュ・キャッスル・マジック」(Spanish Castle Magic) を録音した。
スピン・ドクターズの2枚目のスタジオ・アルバム『ターン・イット・アップサイド・ダウン』(Turn It Upside Down) は、1994年6月に発表された。前作と比較すると売上は減ったものの、アメリカ国内で100万枚、海外で100万枚の売上を記録した。シングルカットされてポップ・チャートで42位を記録した「ユー・レット・ユア・ハート・ゴー・トゥ」(You Let Your Heart Go Too Fast)の他、「クレオパトラズ・キャット」(Cleopatra's Cat)、「メアリー・ジェーン」(Mary Jane)、「ハングリー・ハメッズ」(Hungry Hamed's)、「バッグス・オブ・ダート」(Bags of Dirt)などがこのアルバムに収録された。バンドは3か月間のヘッドライニング・ツアーに出た他、ウッドストック・フェスティバル '94 やグラストンベリー・フェスティバルに出演して大群衆の前で演奏を行った。1994年9月にはオリジナルメンバーでギタリストのエリック・シャンクマンが、バークレーのコンサート中に音楽観の違いからバンドを脱退した。シャンクマンの代わりに、アンソニー・クリザンが加入した。
新しいギタリストのクリザンが加わったスピン・ドクターズが発表したアルバム『ユーヴ・ガット・トゥ・ビリーヴ・イン・サムシング』(You've Got to Believe in Something) は、1996年5月に発表された。キーボードとしてイヴァン・ネヴィルが加わり、彼らはテレビ番組『レイト・ショー・ウィズ・デイヴィッド・レターマン』で演奏した他、ツアーを行った。その期間にテレビ番組『スピン・シティ』のシーズン2と3のテーマ曲を提供している。ツアーが終わった1996年秋、ギタリストのアンソニー・クリザンはバンドを去り、約200人ものオーディションを行った結果イスラエル出身のミュージシャンのエラン・タビブが代わりに加入した。アルバム『ユーヴ・ガット・トゥ・ビリーヴ・イン・サムシング』の売上は奮わず、わずか75,000枚だった。エピックは1996年にバンドとの契約を打ち切った。
1998年にスピン・ドクターズは、アップタウン/ユニバーサルと契約し、1999年6月にアルバム『ヒア・カムズ・ザ・ブライド』(Here Comes the Bride) を発表した。アルバムの制作中、ベーシストのマーク・ホワイトはバンドを脱退した。アルバムのベース・トラックは、バンドメンバーのアーロン・コメスが代役を務めた。このアルバムのサポート・ツアーの間、ボーカルのクリス・バロンが声帯麻痺となり、歌うことはもちろん話す能力も支障をきたす状態となってしまった。今まで通りに話せて歌えるようになるまで回復できる可能性は50%だった。数日間はキーボード奏者のイヴァン・ネヴィルがボーカルを代行したが、結局バンドは残りのツアーをキャンセルした。バロンの声が戻ってきたのは2000年の前半で、自分のバンドであるクリス・バロン&ザ・ギブ・ダディ・ファイヴでの演奏が復帰後の初演だった。
スピン・ドクターズは、伝説のナイトクラブウエットランズ・プリザーヴが閉鎖となるニュースが出る2001年9月まで活動を休止していた。2001年9月7日にバンドのオリジナルメンバーである4人で、1994年以来久しぶりにウエットランズ・プリザーヴで演奏を行った。クラブが閉鎖となる最終週のことだった。このショーはファンとバンドにとって大成功となった。
2002年から2005年まではショーを中心に活動した後、2005年9月13日に新しいスタジオ・アルバム『Nice Talking to Me』を発表した。シングル「Can't Kick the Habit」は、映画『Grandma's Boy』サウンドトラックに収録された。また、「Margarita」やタイトル曲「Nice Talking to Me」はラジオで緩やかにエアプレイを受けた。しかし、レコード会社が倒産したため、売上のフォローアップは困難だった。
2008年にバンドはアメリカとヨーロッパでライヴ・ショーを行った。バンドのドラマーのアーロン・ゴメスは、ベーシストのトニー・レヴィンとギタリストのビル・ディロンと共演したインストゥメンタルのコンピレーション作品『Catskills Cry』を発表した。2009年にはクリス・バロンがソロ・アルバム『Pancho and the Kid』を発表した。2010年の夏にバロンは自身のバンドであるタイム・バンディッツから5曲入りEP『Songs from the Summer of Sangria』を発表した。
2011年に、バンドは『ポケット・フル・オブ・クリプトナイト』20周年記念のツアーをアメリカとイギリスで行った。2011年8月29日に、20周年特典版が販売された。
2012年にバロンはサイド・プロジェクトのカヌーズで、ノルウェーのユーロビジョン・ソング・コンテストに参加した。
2013年4月に、バンドは6枚目のスタジオ・アルバム『If the River Was Whiskey』を発表した。

## 私生活
クリス・バロンは2005年7月25日にトニー賞獲得女優のローラ・ベナンティと結婚しているが、年末までに離婚した。

## メンバー
- エリック・シャンクマン (Eric Schenkman) - リード・ギター、ボーカル（1988年-1994年、2001年-現在）
- クリス・バロン (Chris Barron) - リード・ボーカル、ギター（1988年-現在）
- アーロン・コメス (Aaron Comess) - ドラムス、パーカッション（1988年-現在）
- マーク・ホワイト (Mark White) - ベース・ギター（1988年-1998年、2001年-現在）

過去に在籍したメンバー
- アンソニー・クリザン (Anthony Krizan) - リード・ギター（1994年-1996年）[18]
- エラン・タビブ (Eran Tabib) - リード・ギター（1996年-1999年）[18]
- イヴァン・ネヴィル (Ivan Neville) - キーボード（1996年-1999年）[19]
- カール・カーター (Carl Carter) - ベース・ギター（1999年）[18]

ツアー・メンバー
- ショーン・ペルトン (Shawn Pelton) - ドラムス、パーカッション（2012年）[20]

## ディスコグラフィ

### スタジオ・アルバム
| 年   | アルバム                                                                            | チャート順位 | チャート順位 | チャート順位 | 売上          | 認定           |
| 年   | アルバム                                                                            | US           | UK           | NOR          | 売上          | 認定           |
| ---- | ----------------------------------------------------------------------------------- | ------------ | ------------ | ------------ | ------------- | -------------- |
| 1991 | ポケット・フル・オブ・クリプトナイト Pocket Full of Kryptonite'                     | 3            | 2            | 2            | US: 5,000,000 | US: 5xプラチナ |
| 1994 | ターン・イット・アップサイド・ダウン Turn It Upside Down                            | 28           | 3            | 16           | US: 1,000,000 | US: プラチナ   |
| 1996 | ユーヴ・ガット・トゥ・ビリーヴ・イン・サムシング You've Got to Believe in Something | —            | —            | —            | US: 75,000    |                |
| 1999 | ヒア・カムズ・ザ・ブライド Here Comes the Bride                                     | —            | —            | —            |               |                |
| 2005 | Nice Talking to Me                                                                  | —            | —            | —            |               |                |
| 2013 | If the River Was Whiskey                                                            | —            | —            | —            |               |                |

### コンピレーション・アルバム
| 年   | アルバム                           |
| ---- | ---------------------------------- |
| 2000 | Just Go Ahead Now: A Retrospective |
| 2001 | Can't Be Wrong                     |
| 2003 | Two Princes - The Best Of          |
| 2007 | Collection                         |

### ライヴ・アルバム
| 年   | アルバム                | チャート順位 |
| 年   | アルバム                | U.S.         |
| ---- | ----------------------- | ------------ |
| 1991 | Up for Grabs...Live     | —            |
| 1992 | Homebelly Groove...Live | 145          |

### シングル
| 年   | シングル                                                                                   | チャート順位 | チャート順位 | チャート順位 | チャート順位 | 収録アルバム                                     |
| 年   | シングル                                                                                   | U.S.         | UK           | IRE          | NOR          | 収録アルバム                                     |
| ---- | ------------------------------------------------------------------------------------------ | ------------ | ------------ | ------------ | ------------ | ------------------------------------------------ |
| 1992 | リトル・ミス・キャント・ビー・ロング "Little Miss Can't Be Wrong"                          | 17           | 23           | 27           | -            | ポケット・フル・オブ・クリプトナイト             |
| 1993 | トゥー・プリンセス "Two Princes"                                                           | 7            | 3            | 5            | 2            | ポケット・フル・オブ・クリプトナイト             |
| 1993 | ジミー・オールセンズ・ブルース "Jimmy Olsen's Blues"                                       | 78           | 40           | -            | 2            | ポケット・フル・オブ・クリプトナイト             |
| 1993 | ホワット・タイム・イズ・イット "What Time Is It"                                           | -            | 56           | -            | -            | ポケット・フル・オブ・クリプトナイト             |
| 1994 | クレオパトラズ・キャット "Cleopatra's Cat"                                                 | 84           | 29           | -            | -            | ターン・イット・アップサイド・ダウン             |
| 1994 | 雨を見たかい "Have You Ever Seen the Rain?"                                                | -            | -            | -            | -            | -                                                |
| 1994 | メアリー・ジェーン "Mary Jane"                                                             | -            | 55           | -            | -            | ターン・イット・アップサイド・ダウン             |
| 1994 | ユー・レット・ユア・ハート・ゴー・トゥ "You Let Your Heart Go Too Fast"                    | 42           | 66           | -            | -            | ターン・イット・アップサイド・ダウン             |
| 1996 | シー・ユースト・トゥ・ビー・マイン "She Used to Be Mine"                                   | -            | 55           | -            | -            | ユーヴ・ガット・トゥ・ビリーヴ・イン・サムシング |
| 1999 | ザ・ビガー・アイ・ラーフ・ザ・ハーダー・アイ・クライ "The Bigger I Laugh the Harder I Cry" | -            | -            | -            | -            | ヒア・カムズ・ザ・ブライド                       |
| 2005 | "Can't Kick the Habit"                                                                     | -            | -            | -            | -            | -                                                |
| 2006 | "Nice Talking to Me"                                                                       | -            | -            | -            | -            | -                                                |

## 受賞歴
1994年のアメリカン・ミュージック・アワード
- フェイヴァリット・ポップ/ロック・アルバム（ノミネート） - 『ポケット・フル・オブ・クリプトナイト』

第36回グラミー賞
- 最優秀ロック・パフォーマンス・デュオ/グループ（ノミネート） - 「トゥー・プリンセス」